# Pulau Tamang
Pulau Tamang is een bestuurslaag in het regentschap Mandailing Natal van de provincie Noord-Sumatra, Indonesië. Pulau Tamang telt 538 inwoners (volkstelling 2010).